# Stones Landing
Stones Landing est une census-designated place du comté de Lassen, dans l'État de Californie, aux États-Unis. En 2020, elle compte une population de 86 habitants.